# سوبارو ۳۶۰
سوبارو ۳۶۰ (Subaru ۳۶۰) خودرویی است که در سال‌های ۱۹۵۸–۱۹۷۱تولید شده‌است. طراحی آن خودروهای موتور عقب-محور عقب بوده است. 